# Перечень общероссийских спортивных федераций
В статье приведен список аккредитованных общероссийских спортивных федераций. На сегодня[когда?] в России аккредитованы как общероссийские спортивные федерации 98 федераций по 103 видам спорта. Еще 24 федерации имеют статус общероссийских общественных организаций, наделенных правами и обязанностями общероссийских спортивных федераций по различным видам спорта.
| 1   | Авиамодельный спорт                       | Общероссийская общественная организация «Федерация авиамодельного спорта России»                                                       | 313, 05.04.2012 Минспорттуризм России  | 29.03.2016 | -           | -                             |    |                      |                                                                                 |  |
| 2   | Автомобильный спорт                       | Общероссийская общественная организация «Российская автомобильная федерация»                                                           | 279, 04.04.2012 Минспорттуризм России  | 29.03.2016 | -           | -                             |    |                      |                                                                                 |  |
| 3   | Акробатический рок-н-ролл                 | Общероссийская общественная физкультурно-спортивная организация «Всероссийская федерация акробатического рок-н-ролла»                  | 147, 27.08.2012 Минспорт России        | 26.08.2016 |             |                               |    |                      |                                                                                 |  |
| 4   | Альпинизм                                 | Общероссийская общественная организация «Федерация альпинизма России»                                                                  | 1585, 15.12.2011 Минспорттуризм России | 14.12.2015 |             |                               |    |                      |                                                                                 |  |
| 5   | Американский футбол                       | Общероссийская общественная организация «Федерация американского футбола России»                                                       | 357, 18.04.2012 Минспорттуризм России  | 29.03.2016 |             |                               |    |                      |                                                                                 |  |
| 6   | Армспорт                                  | Общероссийская общественная организация «Российская ассоциация армспорта и других видов борьбы руками»                                 | 187, 12.04.2013 Минспорт России        | 29.03.2017 |             |                               |    |                      |                                                                                 |  |
| 7   | Бадминтон                                 | Общероссийская общественная организация «Национальная федерация бадминтона России»                                                     | 139, 29.02.2012 Минспорттуризм России  | 28.02.2016 |             |                               |    |                      |                                                                                 |  |
| 8   | Баскетбол                                 | Общероссийская общественная организация «Российская федерация баскетбола»                                                              | 1263, 25.10.2011 Минспорттуризм России | 24.10.2015 |             |                               |    |                      |                                                                                 |  |
| 9   | Бейсбол                                   | Общероссийская физкультурно-спортивная общественная организация «Федерация бейсбола России»                                            | 312, 05.04.2012 Минспорттуризм России  | 29.03.2016 |             |                               |    |                      |                                                                                 |  |
| 10  | Биатлон                                   | Общероссийская общественная организация федерация биатлона «Союз биатлонистов России»                                                  | 1261, 25.10.2011 Минспорттуризм России | 24.10.2015 |             |                               |    |                      |                                                                                 |  |
| 11  | Бильярдный спорт                          | Общероссийская общественная организация «Федерация бильярдного спорта России»                                                          | 294, 04.04.2012 Минспорттуризм России  | 29.03.2016 |             |                               |    |                      |                                                                                 |  |
| 12  | Бобслей                                   | Общероссийская общественная организация «Федерация бобслея России»                                                                     | 1483, 24.11.2011 Минспорттуризм России | 23.11.2015 |             |                               |    |                      |                                                                                 |  |
| 13  | Бодибилдинг                               | Общероссийская общественная организация «Федерация бодибилдинга и фитнеса России»                                                      | 315, 05.04.2012 Минспорттуризм России  | 29.03.2016 |             |                               |    |                      |                                                                                 |  |
| 14  | Бокс                                      | Общероссийская общественная организация «Федерация бокса России»                                                                       | 1586, 15.12.2011 Минспорттуризм России | 14.12.2015 |             |                               |    |                      |                                                                                 |  |
| 15  | Боулинг                                   | Общероссийская физкультурно-спортивная общественная организация «Федерация спортивного боулинга России»                                | 148, 29.02.2012 Минспорттуризм России  | 28.02.2016 |             |                               |    |                      |                                                                                 |  |
| 16  | Велоспорт - ВМХ                           | Общероссийская общественная организация «Федерация велоспорта-шоссе, велоспорта-трека, велоспорта-маунтинбайка, велоспорта-ВМХ России» | 20, 23.01.2012 Минспорттуризм России   | 22.01.2016 |             |                               |    |                      |                                                                                 |  |
| 17  | Велоспорт - маунтинбайк                   | Общероссийская общественная организация «Федерация велоспорта-шоссе, велоспорта-трека, велоспорта-маунтинбайка, велоспорта-ВМХ России» | 20, 23.01.2012 Минспорттуризм России   | 22.01.2016 |             |                               |    |                      |                                                                                 |  |
| 18  | Велоспорт - трек                          | Общероссийская общественная организация «Федерация велоспорта-шоссе, велоспорта-трека, велоспорта-маунтинбайка, велоспорта-ВМХ России» | 20, 23.01.2012 Минспорттуризм России   | 22.01.2016 |             |                               |    |                      |                                                                                 |  |
| 19  | Велоспорт-шоссе                           | Общероссийская общественная организация «Федерация велоспорта-шоссе, велоспорта-трека, велоспорта-маунтинбайка, велоспорта-ВМХ России» | 20, 23.01.2012 Минспорттуризм России   | 22.01.2016 |             |                               |    |                      |                                                                                 |  |
| 20  | Водно-моторный спорт                      | Общероссийская общественная организация «Федерация водно-моторного спорта России»                                                      | 45, 31.01.2012 Минспорттуризм России   | 30.01.2016 |             |                               |    |                      |                                                                                 |  |
| 21  | Водное поло                               | Общероссийская общественная организация «Федерация водного поло России»                                                                | 141, 29.02.2012 Минспорттуризм России  | 29.03.2016 |             |                               |    |                      |                                                                                 |  |
| 22  | Воднолыжный спорт                         | Общероссийская общественная организация «Федерация воднолыжного спорта России»                                                         | 298, 04.04.2012 Минспорттуризм России  | 29.03.2016 |             |                               | 23 | Воздушная гимнастика | Общероссийская общественная организация «Федерация воздушной гимнастики России» |  |
| 23  | Волейбол                                  | Общественная организация «Всероссийская федерация волейбола»                                                                           | 1264, 25.10.2011 Минспорттуризм России | 24.10.2015 |             | 566, 11.06.24 Минспорт России |    |                      |                                                                                 |  |
| 24  | Восточное боевое единоборство             | Общероссийская спортивная общественная организация «Федерация восточного боевого единоборства России»                                  | 316, 05.04.2012 Минспорттуризм России  | 29.03.2016 |             |                               |    |                      |                                                                                 |  |
| 25  | Гандбол                                   | Общероссийская общественная организация «Федерация гандбола России»                                                                    | 224, 10.04.2014 Минспорт России        | 09.04.2018 |             |                               |    |                      |                                                                                 |  |
| 26  | Гиревой спорт                             | Общероссийская общественная организация «Всероссийская федерация гиревого спорта»                                                      | 366, 13.11.2012 Минспорт России        | 30.10.2016 |             |                               |    |                      |                                                                                 |  |
| 27  | Гольф                                     | Общероссийская общественная организация «Ассоциация гольфа России»                                                                     | 1678, 27.12.2011 Минспорттуризм России | 26.12.2015 |             |                               |    |                      |                                                                                 |  |
| 28  | Горнолыжный спорт                         | Общероссийская общественная организация «Федерация горнолыжного спорта и сноуборда России»                                             | 876, 10.09.2015 Минспорт России        | 09.12.2019 |             |                               |    |                      |                                                                                 |  |
| 29  | Городошный спорт                          | Общероссийская общественная организация «Федерация городошного спорта России»                                                          | 84, 13.02.2012 Минспорттуризм России   | 12.02.2016 |             |                               |    |                      |                                                                                 |  |
| 30  | Гребля на байдарках и каноэ               | Общероссийская общественная организация «Всероссийская федерация гребли на байдарках и каноэ»                                          | 266, 04.04.2012 Минспорттуризм России  | 29.03.2016 |             |                               |    |                      |                                                                                 |  |
| 31  | Гребной слалом                            | Общероссийская общественная организация «Федерация гребного слалома России»                                                            |                                        |            |             |                               |    |                      |                                                                                 |  |
| 32  | Гребной спорт                             | Общероссийская общественная организация «Федерация гребного спорта России»                                                             |                                        |            |             |                               |    |                      |                                                                                 |  |
| 33  | Джиу-джитсу                               | Общероссийская общественная организация «Российская федерация джиу-джитсу»                                                             |                                        |            |             |                               |    |                      |                                                                                 |  |
| 34  | Дзюдо                                     | Общероссийская общественная организация «Федерация дзюдо России»                                                                       |                                        |            |             |                               |    |                      |                                                                                 |  |
| 35  | Карате                                    | Общероссийская спортивная общественная организация «Федерация карате России» (версия Всемирной федерации карате)                       |                                        |            |             |                               |    |                      |                                                                                 |  |
| 36  | Кёрлинг                                   | Общероссийская общественная организация «Федерация кёрлинга России»                                                                    |                                        |            |             |                               |    |                      |                                                                                 |  |
| 37  | Кикбоксинг                                | Общероссийская общественная организация «Федерация кикбоксинга России»                                                                 |                                        |            |             |                               |    |                      |                                                                                 |  |
| 38  | Кинологический спорт                      | Общероссийская общественная организация по кинологическому спорту «Российская лига кинологов»                                          |                                        |            |             |                               |    |                      |                                                                                 |  |
| 39  | Кёкусинкай                                | Общероссийская общественная организация «Ассоциация киокусинкай России»                                                                |                                        |            |             |                               |    |                      |                                                                                 |  |
| 40  | Компьютерный спорт (киберспорт)           | Общероссийская общественная организация «Федерация компьютерного спорта России»                                                        | 618, 05.07.2017 Минспорт России        |            |             | http://resf.ru/               |    |                      |                                                                                 |  |
| 41  | Конный спорт                              | Общероссийская общественная организация «Федерация конного спорта России»                                                              |                                        |            |             |                               |    |                      |                                                                                 |  |
| 42  | Конькобежный спорт                        | Общероссийская общественная организация «Союз конькобежцев России»                                                                     |                                        |            |             |                               |    |                      |                                                                                 |  |
| 43  |                                           | |                                        |            |             |                               |    |                      |                                                                                 |  |
| 43  | Легкая атлетика                           | Общероссийская общественная организация «Всероссийская федерация лёгкой атлетики»                                                      |                                        |            |             |                               |    |                      |                                                                                 |  |
| 44  | Лыжное двоеборье                          | Общероссийская общественная организация «Федерация прыжков на лыжах с трамплина и лыжного двоеборья России»                            |                                        |            |             |                               |    |                      |                                                                                 |  |
| 45  | Лыжные гонки                              | Общероссийская общественная организация «Федерация лыжных гонок России»                                                                |                                        |            |             |                               |    |                      |                                                                                 |  |
| 46  | Морское многоборье                        | Общероссийская общественная организация «Федерация морского многоборья России»                                                         |                                        |            |             |                               |    |                      |                                                                                 |  |
| 47  | Мотоциклетный спорт                       | Общероссийская общественная организация «Мотоциклетная федерация России»                                                               |                                        |            |             |                               |    |                      |                                                                                 |  |
| 48  | Настольный теннис                         | Общероссийская физкультурно-спортивная общественная организация «Федерация настольного тенниса России»                                 |                                        |            |             |                               |    |                      |                                                                                 |  |
| 49  | Парашютный спорт                          | Общероссийская общественная организация «Федерация парашютного спорта России»                                                          |                                        |            |             |                               |    |                      |                                                                                 |  |
| 50  | Парусный спорт                            | Общероссийская общественная организация «Всероссийская федерация парусного спорта»                                                     |                                        |            |             |                               |    |                      |                                                                                 |  |
| 51  | Пауэрлифтинг                              | Общероссийская общественная организация «Федерация пауэрлифтинга России»                                                               |                                        |            |             |                               |    |                      |                                                                                 |  |
| 52  | Плавание                                  | Общественная организация «Всероссийская федерация плавания»                                                                            |                                        |            |             |                               |    |                      |                                                                                 |  |
| 53  | Планеризм                                 | Общероссийская общественная организация «Федерация планерного спорта России»                                                           | Приказ № 214                           | 29.03.2020 | 1569905895С |                               |    |                      |                                                                                 |  |
| 54  | Подводный спорт                           | Общероссийская общественная организация «Федерация подводного спорта России»                                                           |                                        |            |             |                               |    |                      |                                                                                 |  |
| 55  | Полиатлон                                 | Общероссийская физкультурно-спортивная общественная организация «Всероссийская федерация полиатлона»                                   |                                        |            |             |                               |    |                      |                                                                                 |  |
| 56  | Практическая стрельба                     | Общероссийская спортивная общественная организация «Федерация практической стрельбы России»                                            |                                        |            |             |                               |    |                      |                                                                                 |  |
| 57  | Прыжки в воду                             | Общероссийская общественная организация «Российская федерация прыжков в воду»                                                          |                                        |            |             |                               |    |                      |                                                                                 |  |
| 58  | Прыжки на батуте                          | Общероссийская общественная организация «Федерация прыжков на батуте России»                                                           |                                        |            |             |                               |    |                      |                                                                                 |  |
| 59  | Прыжки на лыжах с трамплина               | Общероссийская общественная организация «Федерация прыжков на лыжах с трамплина и лыжного двоеборья России»                            |                                        |            |             |                               |    |                      |                                                                                 |  |
| 60  | Пулевая стрельба                          | Общероссийская спортивная общественная организация «Федерация пулевой и стендовой стрельбы „Стрелковый союз России“»                   |                                        |            |             |                               |    |                      |                                                                                 |  |
| 61  | Радиоспорт                                | Общероссийская общественная организация радиоспорта и радиолюбительства «Союз радиолюбителей России»                                   |                                        |            |             |                               |    |                      |                                                                                 |  |
| 62  | Рафтинг                                   | Общероссийская общественная организация «Федерация рафтинга России»                                                                    |                                        |            |             |                               |    |                      |                                                                                 |  |
| 63  | Регби                                     | Общероссийская общественная организация «Спортивная федерация (союз) регби России»                                                     |                                        |            |             |                               |    |                      |                                                                                 |  |
| 64  | Рукопашный бой                            | Общероссийская общественная организация «Федерация рукопашного боя»                                                                    |                                        |            |             |                               |    |                      |                                                                                 |  |
| 65  | Рыболовный спорт                          | Общероссийская общественная организация «Федерация рыболовного спорта России»                                                          |                                        |            |             |                               |    |                      |                                                                                 |  |
| 66  | Сават                                     | Общероссийская физкультурно-спортивная общественная организация «Федерация французского бокса сават России»                            |                                        |            |             |                               |    |                      |                                                                                 |  |
| 67  | Самбо                                     | Общероссийская физкультурно-спортивная общественная организация «Всероссийская федерация самбо»                                        |                                        |            |             |                               |    |                      |                                                                                 |  |
| 68  | Санный спорт                              | Общероссийская общественная организация «Федерация санного спорта России»                                                              |                                        |            |             |                               |    |                      |                                                                                 |  |
| 69  | Синхронное плавание                       | Общероссийская общественная организация «Федерация синхронного плавания России»                                                        |                                        |            |             |                               |    |                      |                                                                                 |  |
| 70  | Скалолазание                              | Общероссийская общественная организация «Федерация скалолазания России»                                                                |                                        |            |             |                               |    |                      |                                                                                 |  |
| 71  | Смешанное боевое единоборство (ММА)       | Общероссийская общественная организация «Союз смешанных боевых единоборств „ММА“ России»                                               |                                        |            |             |                               |    |                      |                                                                                 |  |
| 72  | Сноуборд                                  | Общероссийская общественная организация «Федерация сноуборда России»                                                                   |                                        |            |             |                               |    |                      |                                                                                 |  |
| 73  | Современное пятиборье                     | Общероссийская общественная организация «Федерация современного пятиборья России»                                                      |                                        |            |             |                               |    |                      |                                                                                 |  |
| 74  | Спорт глухих                              | Общероссийская общественная организация инвалидов «Общероссийская спортивная федерация спорта глухих»                                  |                                        |            |             |                               |    |                      |                                                                                 |  |
| 75  | Спорт лиц с интеллектуальными нарушениями | Общероссийская общественная организация «Всероссийская федерация спорта лиц с интеллектуальными нарушениями»                           |                                        |            |             |                               |    |                      |                                                                                 |  |
| 76  | Спорт лиц с поражением ОДА                | Общероссийская общественная организация «Всероссийская федерация спорта лиц с поражением опорно-двигательного аппарата»                |                                        |            |             |                               |    |                      |                                                                                 |  |
| 77  | Спорт слепых                              | Общероссийская общественная физкультурно-спортивная организация «Федерация спорта слепых»                                              |                                        |            |             |                               |    |                      |                                                                                 |  |
| 78  | Спортивная аэробика                       | Общероссийская общественная организация «Всероссийская федерация спортивной аэробики»                                                  |                                        |            |             |                               |    |                      |                                                                                 |  |
| 79  | Спортивная гимнастика                     | Общероссийская общественная организация «Федерация спортивной гимнастики России»                                                       |                                        |            |             |                               |    |                      |                                                                                 |  |
| 80  | Спортивно-прикладное собаководство        | Общероссийская общественная организация «Федерация спортивно-прикладного собаководства в системе Российской кинологической федерации»  |                                        |            |             |                               |    |                      |                                                                                 |  |
| 81  | Спортивное ориентирование                 | Общероссийская физкультурно-спортивная общественная организация «Федерация спортивного ориентирования России»                          |                                        |            |             |                               |    |                      |                                                                                 |  |
| 82  | Спортивный туризм                         | Общероссийская общественная организация «Федерация спортивного туризма России»                                                         |                                        |            |             |                               |    |                      |                                                                                 |  |
| 83  | Стендовая стрельба                        | Общероссийская спортивная общественная организация «Федерация пулевой и стендовой стрельбы „Стрелковый союз России“»                   |                                        |            |             |                               |    |                      |                                                                                 |  |
| 84  | Стрельба из лука                          | Общероссийская общественная организация «Российская федерация стрельбы из лука»                                                        |                                        |            |             |                               |    |                      |                                                                                 |  |
| 85  | Судомодельный спорт                       | Общероссийская общественная организация «Федерация судомодельного спорта России»                                                       |                                        |            |             |                               |    |                      |                                                                                 |  |
| 86  | Сумо                                      | Общероссийская общественная организация «Федерация сумо России»                                                                        |                                        |            |             |                               |    |                      |                                                                                 |  |
| 87  | Тайский бокс                              | Общероссийская общественная организация «Федерация тайского бокса России»                                                              |                                        |            |             |                               |    |                      |                                                                                 |  |
| 88  | Танцевальный спорт                        | Общероссийская общественная спортивная организация «Союз танцевального спорта России»                                                  |                                        |            |             |                               |    |                      |                                                                                 |  |
| 89  | Теннис                                    | Общероссийская общественная организация «Федерация тенниса России»                                                                     |                                        |            |             |                               |    |                      |                                                                                 |  |
| 90  | Триатлон                                  | Общероссийская общественная организация «Федерация триатлона России»                                                                   |                                        |            |             |                               |    |                      |                                                                                 |  |
| 91  | Тхэквондо                                 | Общероссийская общественная организация «Союз тхэквондо России»                                                                        |                                        |            |             |                               |    |                      |                                                                                 |  |
| 92  | Тяжелая атлетика                          | Общероссийская физкультурно-спортивная общественная организация «Федерация тяжёлой атлетики России»                                    |                                        |            |             |                               |    |                      |                                                                                 |  |
| 93  | Универсальный бой                         | Общероссийская общественная организация «Спортивная федерация „Универсальный бой“»                                                     |                                        |            |             |                               |    |                      |                                                                                 |  |
| 94  | Ушу                                       | Общероссийская общественная организация «Федерация ушу России»                                                                         |                                        |            |             |                               |    |                      |                                                                                 |  |
| 95  | Фехтование                                | Общероссийская спортивная общественная организация «Федерация фехтования России»                                                       |                                        |            |             |                               |    |                      |                                                                                 |  |
| 96  | Фигурное катание на коньках               | Общероссийская общественная организация «Федерация фигурного катания на коньках России»                                                |                                        |            |             |                               |    |                      |                                                                                 |  |
| 97  | Фитнес-аэробика                           | Общероссийская общественная организация «Федерация фитнес-аэробики России»                                                             |                                        |            |             | https://ffarsport.ru/         |    |                      |                                                                                 |  |
| 98  | Флаинг диск                               | Общероссийска физкультурно-спортивная общественная организация «Федерация флаинг диска России»                                         |                                        |            | 0530002411Я | www.rfdf.ru                   |    |                      |                                                                                 |  |
| 99  | Фристайл                                  | Общероссийская общественная организация «Федерация фристайла России»                                                                   |                                        |            |             |                               |    |                      |                                                                                 |  |
| 100 | Футбол                                    | Общероссийская общественная организация «Российский футбольный союз»                                                                   |                                        |            |             |                               |    |                      |                                                                                 |  |
| 101 | Футбол лиц с заболеванием ЦП              | Общероссийская общественная организация инвалидов «Всероссийская федерация футбола лиц с заболеванием ЦП»                              |                                        |            |             |                               |    |                      |                                                                                 |  |
| 102 | Хоккей                                    | Общероссийская общественная организация «Федерация хоккея России»                                                                      |                                        |            |             |                               |    |                      |                                                                                 |  |
| 103 | Хоккей с мячом                            | Общероссийская общественная организация «Федерация хоккея с мячом России»                                                              |                                        |            |             |                               |    |                      |                                                                                 |  |
| 104 | Хоккей на траве                           | Общероссийская общественная организация «Федерация хоккея на траве России»                                                             |                                        |            |             |                               |    |                      |                                                                                 |  |
| 105 | Художественная гимнастика                 | Общероссийская общественная организация «Всероссийская федерация художественной гимнастики»                                            |                                        |            |             |                               |    |                      |                                                                                 |  |
| 106 | Шахматы                                   | Общероссийская общественная организация «Российская шахматная федерация»                                                               |                                        |            |             |                               |    |                      |                                                                                 |  |
| 107 | Эстетическая гимнастика                   | Общероссийская общественная организация «Всероссийская федерация эстетической гимнастики»                                              |                                        |            |             |                               |    |                      |                                                                                 |  |
| 108 | Русская лапта                             | Общероссийская общественная физкультурно-спортивная организация «Федерация русской лапты России»                                       | 222, 15.03.2019 Минспорт России        | 30.03.2022 | 0580001411Б | vfeg.ru                       |    |                      |                                                                                 |  |